# ノルトヴェスト新聞
ノルトヴェスト新聞（Nordwest-Zeitung、略称 NWZ）は、ノルトヴェスト新聞社が発行する地方新聞である。創刊は1946年。本社はドイツ・オルデンブルクで、主にニーダーザクセン州北西部を購買エリアとしている。日曜日を除く毎日発行されている。発行部数は公称で約12万部。